# Aecidium miryense
Aecidium miriense é uma espécie de cogumelos pertence ao grupo Basidiomycota e foi descrito pela primeira vez por Paul Christoph Hennings em 1904. Aecidium miriense pertence ao gênero Aecidium, ordem Pucciniales, ordem Pucciniomycetes, ordem Basidiomycota. Não há tipos listados como este.